# Personajes y organizaciones en el juego de realidad alternativa Year Zero
En el juego de realidad alternativa Year Zero varios personajes y organizaciones son mencionados. La mayoría de ellos tienen sitios web, aunque algunos de ellos no pueden físicamente crear un sitio (La Presencia), y algunos mantienen sitios web para sus organizaciones subsidiarias (Oficina de Moralidad de EEUU).

## Principales personajes y organizaciones

### Solutions Backwards Initiative
Solutions Backwards Initiative es un grupo de estudiantes, profesores y especialistas en TI que planean y logran enviar información hacia atrás en el tiempo. La información enviada, teóricamente, compone los sitios web conectados a Year Zero. Sin embargo, los datos transmitidos se corrompen en cierta medida, causando la apariencia distorsionada de todos los sitios en el universo Year Zero.

### Art is Resistance

Logo de Art is Resistance

Mediante el sitio web Art is Resistance Archivado el 24 de febrero de 2007 en Wayback Machine. y Open Source Resistance, "Art is Resistance," a menudo abreviado como "AIR," es un "grupo de resistencia" poco organizado dedicado a la creación de arte con orientación política como una forma de resistencia no-violenta. A diferencia de los otros personajes y grupos del juego Year Zero, Art is Resistance opera en el presente y está compuesto principalmente de participantes del juego.
La intención del grupo es implementar el arte como forma de resistencia política grassroots, y crear una población políticamente consciente con objeto de prevenir un escenario como el descrito en Year Zero. Aunque el grupo es técnicamente una ficción dentro del juego, al permitir a los participantes contribuir con su arte, en "reuniones secretas," y similares actividades Underground, AIR puede ser considerado un grupo real, compuesto de los participantes del juego y una manifestación de la consciencia política que el juego Year Zero promueve.
El sitio web del grupo permite a los usuarios descargar imágenes de pegatinas, estarcidos, fondos de escritorio y avatares con la bandera de Art is Resistance. El uso del logo del grupo como pintada parece estar sugerido implícitamente, aunque la ilegalidad de este uso se ha puesto en cuestión.

### La Presencia

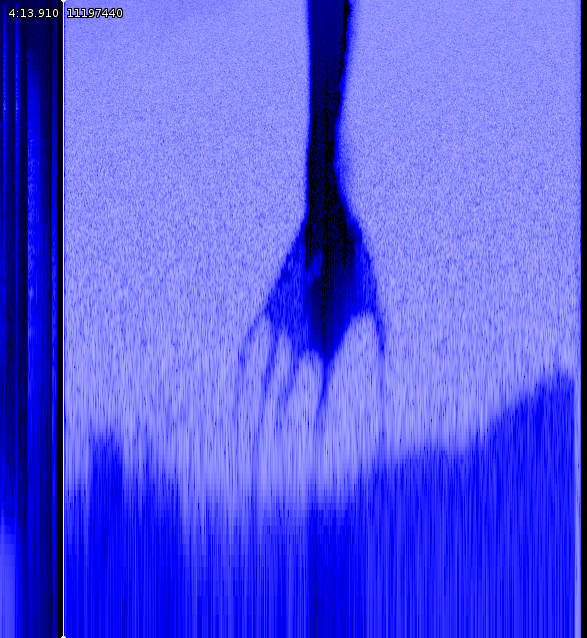
Un espectrograma del ruido al final del MP3 de pre-lanzamiento de "My Violent Heart.".

Los últimos segundos del archivo "My Violent Heart" encontrado en una memoria USB son estática; el análisis de espectrograma revela una imagen que se asemeja a un brazo extendido desde el cielo. Este brazo es conocido como "La Presencia." Esta imagen espectrográfica es posteriormente puesta al final de "The Warning" y no aparece al final de "My Violent Heart" en el álbum. Numerosos, dispersos pero en constante aumento son los encuentros y avistamientos de "La Presencia" reportados en muchos de los sitios web del ARG, aunque permanece sin explicación qué es exactamente este fenómeno. En los foros Another Version of the Truth, "La Presencia" es descrita como "esos dos brazos gigantescos extendiéndose desde el cielo, y son brazos reales y las manos se entierran en el suelo pero se ven los nudillos."(el mensaje es publicado por el usuario Sunset Clause)
La Presencia ha sido una imagen recurrente en los medios relacionados con el álbum, incluyendo el tráiler, la portada del álbum y el video musical del primer sencillo del álbum, "Survivalism."

### Cedocore
Un gran conglomerado farmacéutico con extensos lazos con el gobierno, Cedocore es el creador de una cantidad de drogas, incluyendo el Parepin, el cual es administrado a escala nacional mediante el suministro de agua. También es, de manera encubierta, el único fabricante de Opal; el cual distribuyen ilegalmente.

### Oficina de Moralidad
Una agencia del gobierno cuya tarea es controlar numerosos aspectos de la vida norteamericana así como prevenir y detener toda instancia de subversión de los ciudadanos.

### "Angry Sniper"
Un antiguo miembro de los 105th Airborne Crusaders, "Angry Sniper" ejecuta un acto terrorista en el estadio Wrigley Field, presuntamente como venganza contra el gobierno. También se especula que dirige el sitio web de resistencia Be the Hammer.

### Primera Iglesia Evangélica de Plano
La Primera Iglesia Evangélica de Plano es una organización sola scriptura que amenaza "Quien resiste la autoridad se resiste a Dios" para legitimar y apoyar al gobierno Year Zero. No se sabe mucho de la Iglesia, pero ésta ha tomada especial interés en La Presencia y patrocina un "Programa de limpieza vecinal" para que los miembros puedan "poner su fe en acción."

### Instalación correccional Judson Ogram
Judson Ogram es una institución correccional, que se resfiere a sus internos como "ofensores." Sin embargo, hay indicios que sugieren que Judson Ogram no diferencia entre criminales y personas con disfunciones psicológicas.
El examen de los perfiles en Judson Ogram indica que substancias anti-psicóticas son usadas innecesariamente en los internos, quienes no muestran signos de excitación elevada, auto-agresión o tendencias psicóticas. La especulación sugiere que esto es para volver a los internos tan dóciles que estén dispuestos a aceptar el maltrato que ocurre dentro de la instalación - de hecho, la página del personal sugiere que los internos son usados como sujetos de experimentación por la compañía farmacéutica Cedocore, conduciendo al descubrimiento de que el producto "Xerimax" de Cedocore produce daño renal y edema pulmonar

## Personajes menores
interno [CLASIFICADO]
Mencionado por primera vez en Exhibit Twenty Four, un dossier de evidencia incriminatoria producto de una investigación criminal sobre un interno sin nombrar. El interno es mencionado dos veces dentro del dossier, al describir el video musical de "Survivalism" como "imágenes de vigilancia detallando la captura del interno [CLASIFICADO]," y al describir el video de la "Primera reunión Open Source Resistance" en Los Ángeles el 13 de abril de 2007 como "imágenes de archivo [que] incluyen la actuación del músico disidente [CLASIFICADO]." Esto sugiere que el interno "CLASIFICADO" no es otro que el frontman de Nine Inch Nails Trent Reznor, encarcelado como "músico disidente" 15 años en el futuro. El status del interno, de acuerdo al sitio, sugiere el resultado de su proceso: "Veredicto Pre-procesal del interno [CLASIFICADO]: Culpable."
Jed Mather
Embajador Norteamericano secuestrado y asesinado por terroristas de Algeria mediante el virus Red Horse. Sujeto de este video, que describe su captura y ejecución.